# Kolibari (Zajasz)
Kolibari (macedónul: Колибари, albánul Kolibara) település Észak-Macedóniában, a Délnyugati körzet Kicsevói járásában, 2013-ig a Zajaszi járás része volt, ami teljes egészében beolvadt a Kicsevói járásba.

## Népesség
| Lakosok száma | 340  | 378  | 423  | 482  | 629  |      | 603  | 747  | 355  |
|               | 1948 | 1953 | 1961 | 1971 | 1981 | 1991 | 1994 | 2002 | 2021 |

2002-ben 747 lakosa volt, akik közül 742 albán, 1 szerb és 4 egyéb.